# Thestius
Thestius is een geslacht van vlinders van de familie Lycaenidae, uit de onderfamilie Theclinae.

## Soorten
- T. azaria (Hewitson, 1869)
- T. epopea (Hewitson, 1870)
- T. lycabas (Cramer, 1777)
- T. pholeus (Cramer, 1779)
- T. selina (Hewitson, 1869)